# Alveolata
Alveolata è un superphylum dei protisti. Comprende tre phyla: Ciliophora, Dinoflagellata e Apicomplexa.
La caratteristica distintiva degli Alveolata sono gli alveoli, ovvero strutture sacciformi piatte, delimitate da una membrana unitaria agganciata alla membrana plasmatica. Gli alveoli contengono piastre che rafforzano lo spessore della corteccia cellulare.